# Udea
Udea je rod njuškastih moljaca u potfamiliji Spilomelinae  iz porodice Crambidae. Rod je podigao Ahil Gene 1845. godine. Trenutno poznatih 216 vrsta prisutno je na svim kontinentima osim Antarktika. Oko 41 vrsta je porijeklom sa Havaja.

## Sistematika
Rod je smešten u pleme Udeini, gde je najbliži rodovima Mnesictena, Deana i Udeoides. U prošlosti, Mnesictena je bila uključena u 'Udea, ali se trenutno smatra posebnim rodom koji obuhvata sedam vrsta.
Severnoamerička, evropska i afrička vrsta Udea tretirane su u nekoliko studija, a predloženo je i nekoliko grupa vrsta (podledajte ispod).

## Vrsta
Udea ferrugalis grupa vrsta:
- Udea accolalis (Zeller, 1867)
- Udea azorensis Meyer, Nuss & Speidel, 1997
- Udea delineatalis (Walker in Melliss, 1875)
- Udea exigualis (Wileman, 1911)
- Udea ferrugalis (Hübner, 1796)
- Udea heterodoxa (Meyrick, 1899)
- Udea kirinyaga Mally in Mally et al., 2022
- Udea liopis (Meyrick, 1899)
- Udea lugubralis (Leech, 1889)
- Udea maderensis (Bethune-Baker, 1894)
- Udea meruensis Mally in Mally et al., 2022
- Udea momella Mally in Mally et al., 2022
- Udea montensis Mutuura, 1954
- Udea namaquana Karisch & Mally in Mally et al., 2022
- Udea nicholsae Mally in Mally et al., 2022
- Udea nordmani (Rebel, 1935)
- Udea profundalis (Packard, 1873)
- Udea pyranthes (Meyrick, 1899)
- Udea rubigalis (Guenée, 1854)
- Udea rusticalis (Barnes & McDunnough, 1914)
- Udea stationalis Yamanaka, 1988
- Udea swezeyi (Zimmerman, 1951)

Udea itysalis grupa vrsta:
- Udea abstrusa Munroe, 1966
- Udea beringialis Munroe, 1966
- Udea brevipalpis Munroe, 1966
- Udea cacuminicola Munroe, 1966)
- Udea costalis (Eversmann, 1852)
- Udea derasa Munroe, 1966
- Udea itysalis (Walker, 1859)
- Udea livida Munroe, 1966
- Udea radiosalis (Möschler, 1883)
- Udea tachdirtalis (Zerny, 1935)
- Udea turmalis (Grote, 1881)

Udea numeralis grupa vrsta:
- Udea ardekanalis Amsel, 1961
- Udea bipunctalis (Herrich-Schäffer, 1848)
- Udea confinalis (Lederer, 1858)
- Udea cyanalis (La Harpe, 1855)
- Udea exalbalis (Caradja, 1916)
- Udea fimbriatralis (Duponchel, 1833)
- Udea fulvalis (Hübner, 1809)
- Udea hageni Viette, 1952
- Udea institalis (Hübner, 1819)
- Udea languidalis (Eversmann, 1842)
- Udea lutealis (Hübner, 1809)
- Udea numeralis (Hübner, 1796)
- Udea olivalis (Denis & Schiffermüller, 1775)
- Udea praepetalis (Lederer, 1869)
- Udea ruckdescheli Mally, Segerer & Nuss, 2016
- Udea tritalis (Christoph, 1881)
- Udea zernyi (Klima in Zerny, 1940)

Udea alpinalis grupa vrsta:
- Udea alpinalis (Denis & Schiffermüller, 1775)
- Udea altaica (Zerny, 1914)
- Udea austriacalis (Herrich-Schäffer, 1851)
- Udea bourgognealis Leraut, 1996
- Udea carniolica Huemer & Tarmann, 1989
- Udea cretacea (Filipjev, 1925)
- Udea donzelalis (Guenée, 1854)
- Udea juldusalis (Zerny, 1914)
- Udea murinalis (Fischer von Röslerstamm, 1842)
- Udea nebulalis (Hübner, 1796)
- Udea plumbalis (Zerny, 1914)
- Udea rhododendronalis (Duponchel, 1834)
- Udea uliginosalis (Stephens, 1834)

Udea decrepitalis grupa vrsta:
- Udea decrepitalis (Herrich-Schäffer, 1848)
- Udea hamalis (Thunberg, 1792)
- Udea inquinatalis (Lienig & Zeller, 1846)
- Udea prunalis (Denis & Schiffermüller, 1775)

Vrste koje nisu svrstane ni u jednu grupu vrsta:
- Udea absolutalis (Dyar, 1913)
- Udea aenigmatica (Heinrich, 1931)
- Udea affinialis (Zerny, 1914)
- Udea afghanalis (Amsel, 1970)
- Udea aksualis (Caradja, 1928)
- Udea alaskalis (Gibson, 1920)
- Udea albipunctalis Dognin, 1905
- Udea albostriata Zhang & Li, 2016
- Udea amitina (Butler, 1883)
- Udea angustalis (Dognin, 1905)
- Udea annectans Munroe, 1974
- Udea argoscelis (Meyrick, 1888)
- Udea asychanalis (Druce, 1899)
- Udea auratalis (Warren, 1895)
- Udea aurora (Butler, 1881)
- Udea autoclesalis (Walker, 1859)
- Udea berberalis (Barnes & McDunnough, 1918)
- Udea binoculalis (Hampson, 1904)
- Udea brontias (Meyrick, 1899)
- Udea bryochloris (Meyrick, 1899)
- Udea caliginosalis (Ragonot, 1894)
- Udea calliastra (Meyrick, 1899)
- Udea caminopis (Meyrick, 1899)
- Udea capsifera (Meyrick, 1933)
- Udea cataphaea (Meyrick, 1899)
- Udea chalcophanes (Meyrick, 1899)
- Udea chloropis (Meyrick, 1899)
- Udea chytropa (Meyrick, 1899)
- Udea cinerea (Butler, 1883)
- Udea conisalias (Meyrick, 1899)
- Udea constricta (Butler, 1882)
- Udea conubialis Yamanaka, 1972
- Udea coranialis Munroe, 1967
- Udea costiplaga (Dognin, 1913)
- Udea crambialis (Druce, 1899)
- Udea curvata Zhang & Li, 2016
- Udea decoripennis Munroe, 1967
- Udea defectalis (Sauber, 1899)
- Udea despecta (Butler, 1877)
- Udea detersalis (Walker, 1866)
- Udea diopsalis (Hampson, 1913)
- Udea dracontias (Meyrick, 1899)
- Udea dryadopa (Meyrick, 1899)
- Udea elutalis (Denis & Schiffermüller, 1775)
- Udea endopyra (Meyrick, 1899)
- Udea endotrichialis (Hampson, 1918)
- Udea ennychioides (Butler, 1881)
- Udea ephippias (Meyrick, 1899)
- Udea eucrena (Meyrick, 1888)
- Udea ferrealis (Hampson, 1900)
- Udea flavofimbriata (Moore, 1888)
- Udea fulcrialis (Sauber, 1899)
- Udea fumipennis (Warren, 1892)
- Udea fusculalis (Hampson, 1899)
- Udea gigantalis Dognin, 1912
- Udea grisealis Inoue, Yamanaka & Sasaki, 2008
- Udea helioxantha (Meyrick, 1899)
- Udea helviusalis (Walker, 1859)
- Udea hyalistis (Lower, 1902)
- Udea ialis (Walker, 1859)
- Udea ichinosawana (Matsumura, 1925)
- Udea illineatalis (Dognin, 1904)
- Udea incertalis (Caradja in Caradja & Meyrick, 1937)
- Udea indistincta (Butler, 1883)
- Udea indistinctalis Warren, 1892
- Udea inferioralis (Walker, 1866)
- Udea inhospitalis Warren, 1892
- Udea intermedia Inoue, Yamanaka & Sasaki, 2008
- Udea karagaialis (Caradja, 1916)
- Udea khorassanalis (Amsel, 1950)
- Udea kusnezovi Sinev, 2008
- Udea lagunalis (Schaus, 1913)
- Udea lampadias (Meyrick, 1904)
- Udea latipennalis (Caradja, 1928)
- Udea lenta (Meyrick, 1936)
- Udea lerautalis Tautel, 2014
- Udea litorea (Butler, 1883)
- Udea mandronalis (Walker, 1859)
- Udea mechedalis (Amsel, 1950)
- Udea melanephra (Hampson, 1913)
- Udea melanopis (Meyrick, 1899)
- Udea melanosticta (Butler, 1883)
- Udea metasema (Meyrick, 1899)
- Udea micacea (Butler, 1881)
- Udea minnehaha (Pryer, 1877)
- Udea montanalis (Schaus, 1912)
- Udea monticolens (Butler, 1882)
- Udea nea (Strand, 1918)
- Udea nebulatalis Inoue, Yamanaka & Sasaki, 2008
- Udea nigrescens (Butler, 1881)
- Udea nigripunctata Warren, 1892
- Udea nigrostigmalis Warren, 1896
- Udea nomophilodes (Hampson, 1913)
- Udea nordeggensis (McDunnough, 1929)
- Udea ochreocapitalis (Ragonot, 1894)
- Udea ochropera (Hampson, 1913)
- Udea octosignalis (Hulst, 1886)
- Udea ommatias (Meyrick, 1899)
- Udea orbicentralis (Christoph, 1881)
- Udea pachygramma (Meyrick, 1899)
- Udea paghmanalis (Amsel, 1970)
- Udea phaealis (Hampson, 1899)
- Udea phaethontia (Meyrick, 1899)
- Udea phyllostegia (Swezey, 1946)
- Udea planalis (South in Leech & South, 1901)
- Udea platyleuca (Meyrick, 1899)
- Udea poasalis (Schaus, 1912)
- Udea poliostolalis (Hampson, 1918)
- Udea praefulvalis (Amsel, 1970)
- Udea proximalis Inoue, Yamanaka & Sasaki, 2008
- Udea pseudocrocealis (South in Leech & South, 1901)
- Udea psychropa (Meyrick, 1899)
- Udea punctiferalis (South in Leech & South, 1901)
- Udea punoalis Munroe, 1967
- Udea pyraustiformis (Toll, 1948)
- Udea ragonotii (Butler, 1883)
- Udea renalis Moore, 1888
- Udea russispersalis (Zerny, 1914)
- Udea sabulosalis Warren, 1892
- Udea saxifragae (McDunnough, 1935)
- Udea schaeferi (Caradja in Caradja & Meyrick, 1937)
- Udea scoparialis (Hampson, 1899)
- Udea scorialis (Zeller, 1847)
- Udea secernalis (Möschler, 1890)
- Udea secticostalis (Hampson, 1913)
- Udea sheppardi (McDunnough, 1929)
- Udea simplicella (La Harpe, 1861)
- Udea sobrinalis (Guenée, 1854)
- Udea soratalis Munroe, 1967
- Udea stellata (Butler, 1883)
- Udea stigmatalis (Wileman, 1911)
- Udea subplanalis (Caradja in Caradja & Meyrick, 1937)
- Udea suisharyonensis (Strand, 1918)
- Udea suralis (Schaus, 1933)
- Udea tenoalis Munroe, 1974
- Udea testacea (Butler, 1879)
- Udea tetragramma (J. F. G. Clarke, 1965)
- Udea thermantis (Meyrick, 1899)
- Udea thermantoidis (Swezey, 1913)
- Udea thoonalis (Walker, 1859)
- Udea thyalis (Walker, 1859)
- Udea torvalis (Möschler, 1864)
- Udea umbriferalis (Hampson, 1918)
- Udea uralica Slamka, 2013
- Udea vacunalis (Grote, 1881)
- Udea vastalis (Christoph in Romanoff, 1887)
- Udea violae (Swezey, 1933)
- Udea viridalis (Dognin, 1904)
- Udea washingtonalis (Grote, 1882)

## Bivše vrste
- Udea catilualis (Hampson, 1900), sinonim sa Udea numeralis[10]
- Udea conquisitalis (Guenee, 1849), premeštena u Glaphyriinae rod Evergestis[1]
- Udea epicoena (Meyrick, 1937), sinonim Udea ferrugalis[9]
- Udea illutalis (Guenée, 1854), sinonim Udea numeralis[10]
- Udea infuscalis Zeller, 1852, premeštena u Pyraustinae rod Lirabotys[9]
- Udea melanostictalis (Hampson in Poulton, 1916), premeštena u Pyraustinae rod Achyra[9]
- Udea pauperalis (Staudinger, 1879), premeštena u Pyraustinae rod Pyrausta[10]
- Udea perfervidalis (Hampson, 1900), premeštena u Spilomelinae rod Metasia[10]
- Udea sviridovi Bolshakov, 2002, sinonim Udea exalbalis[10]